# Rhizaxinella durissima
Rhizaxinella durissima är en svampdjursart som först beskrevs av Ridley och Arthur Dendy 1886.  Rhizaxinella durissima ingår i släktet Rhizaxinella och familjen Suberitidae. Inga underarter finns listade i Catalogue of Life.